# Rádio Maria
A Família Mundial da Rádio Maria, ou simplesmente Rádio Maria, é uma associação de diversas emissoras de radiodifusão que utilizam o nome Rádio Maria junto ao nome do seu País de emissão e as quais, inspiradas pelas mensagens da Santíssima Virgem Maria dadas em Fátima e em Medjugorje, difundem programação de conteúdo católico em países de todos os continentes do Mundo.

## História
Desde o início da década de 1980 que os párocos de muitas comunidades católicas italianas iniciaram diligências para a abertura de estações de rádio que transmitissem informação aos seus paroquianos e, sobretudo, que os pudessem estimular na sua vida de oração, emitindo, diariamente, a Santa Missa e o Santo Rosário. Emanuele Ferrario, em conjunto com o sacerdote italiano Padre Livio Fanzaga, inspirados pelas mensagens e apelos da Santíssima Virgem Maria dados primeiramente em Fátima, em Portugal, e, mais recentemente, em Medjugorje, na Bósnia e Herzegovina, decidiram iniciar trabalhos no sentido de fundar uma emissora católica de radiodifusão à qual dariam o nome de Rádio Maria.
Foi neste contexto que nasceu a primeira estação – e transmissões – da Rádio Maria como uma emissora paroquial em Arcellasco d'Erba, na Itália, em 1983.
A Rádio Maria manteve estas características até ao dia 12 de janeiro de 1987, data na qual se constituiu a Associação Rádio Maria, composta por leigos e sacerdotes, com a finalidade de levar mais além da cidade italiana de Erba o projeto mariano de radiodifusão. No transcurso de três anos foi redesenhada a programação da emissora mediante a colaboração de pessoas com diferentes experiências eclesiais. Pouco depois, a Rádio Maria começou a ter difusão com cobertura nacional em 1990.
Durante a década de 1990 começou a internacionalização desta grande família de rádio mariana, tendo-se iniciado projetos já nos diferentes idiomas de inúmeros países localizados em cinco continentes do mundo: por toda a Europa, África, América, Ásia e Oceania. Com mais de dois mil retransmissores, a Rádio Maria chegou, então, a mais de 500 milhões de ouvintes, em mais de 65 línguas.

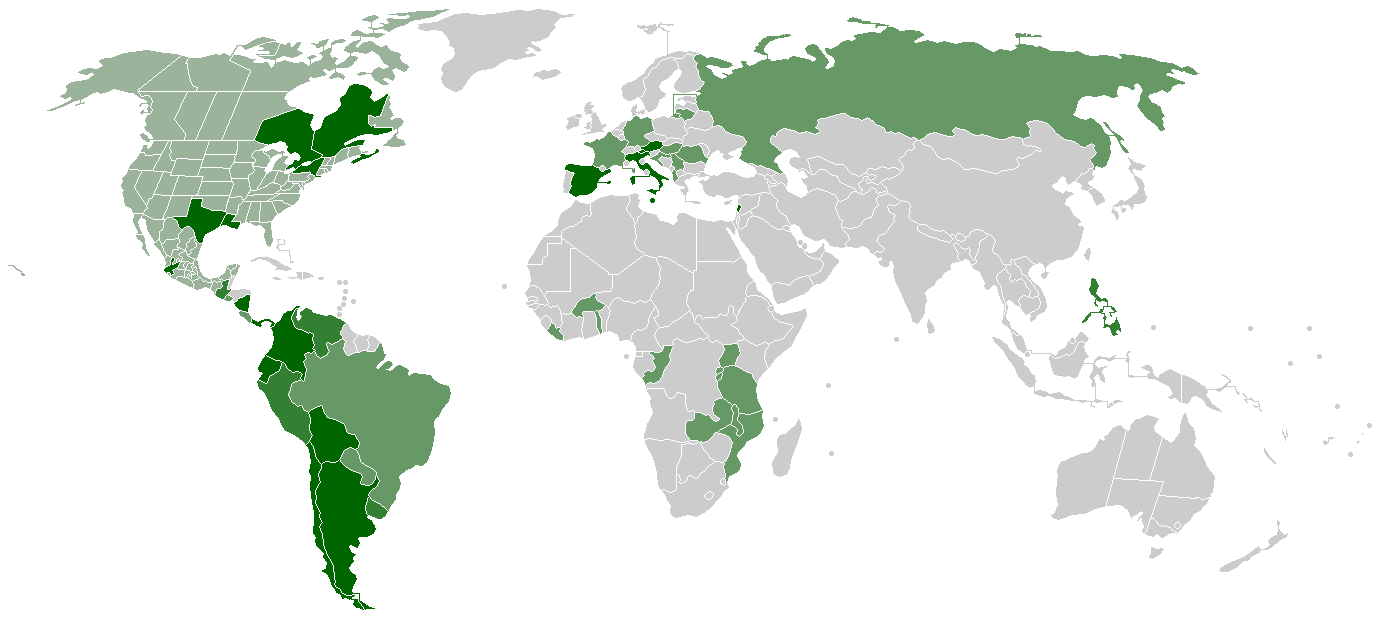
A presença mundial das emissoras da Rádio Maria em 2018.

Em 1998 nasce a Família Mundial da Radio Maria, instrumento de coordenação das diversas emissoras da Rádio Maria (já operantes ou em fase de constituição) a nível mundial.

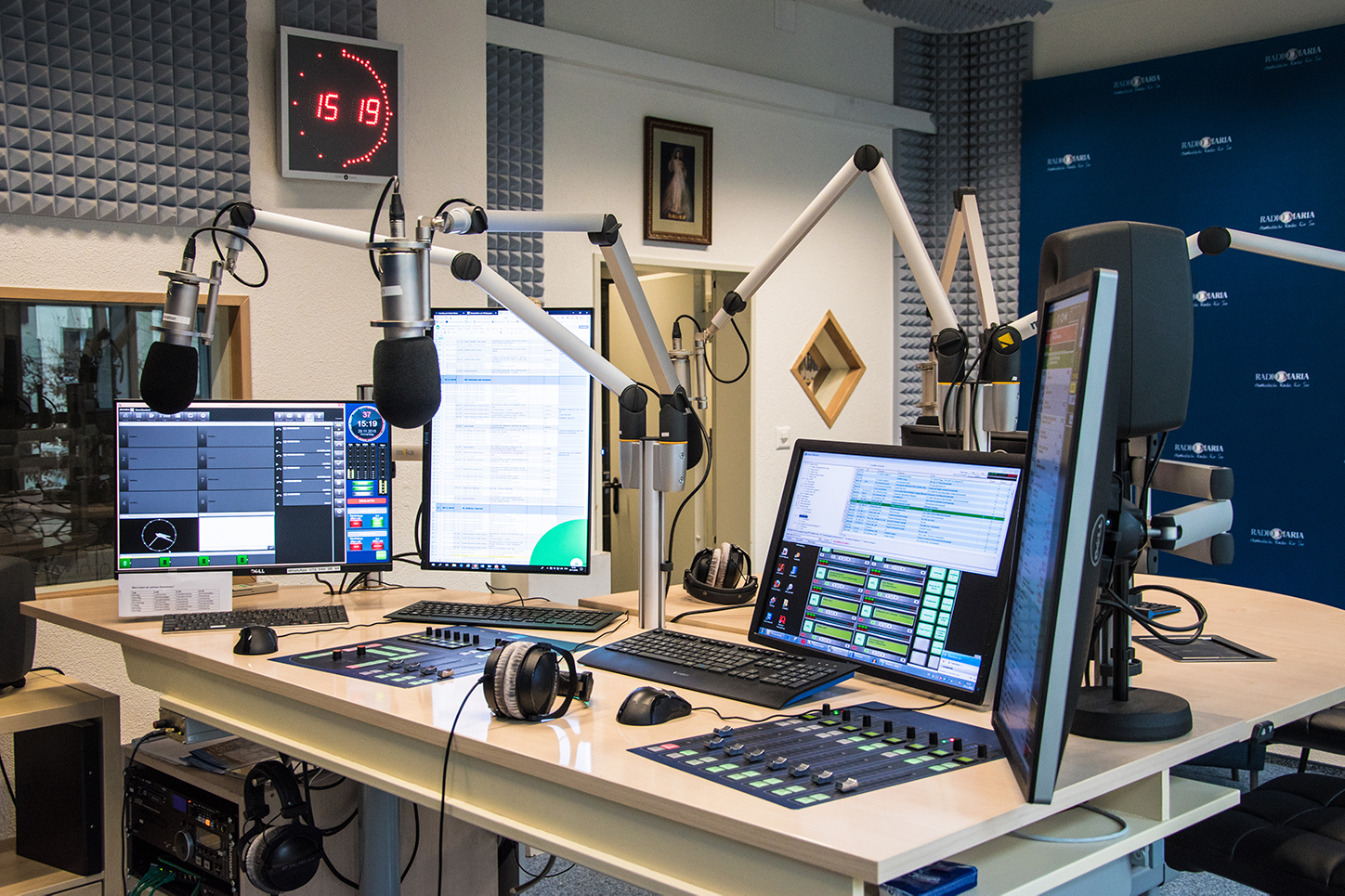
Estúdio da Rádio Maria na Suíça.

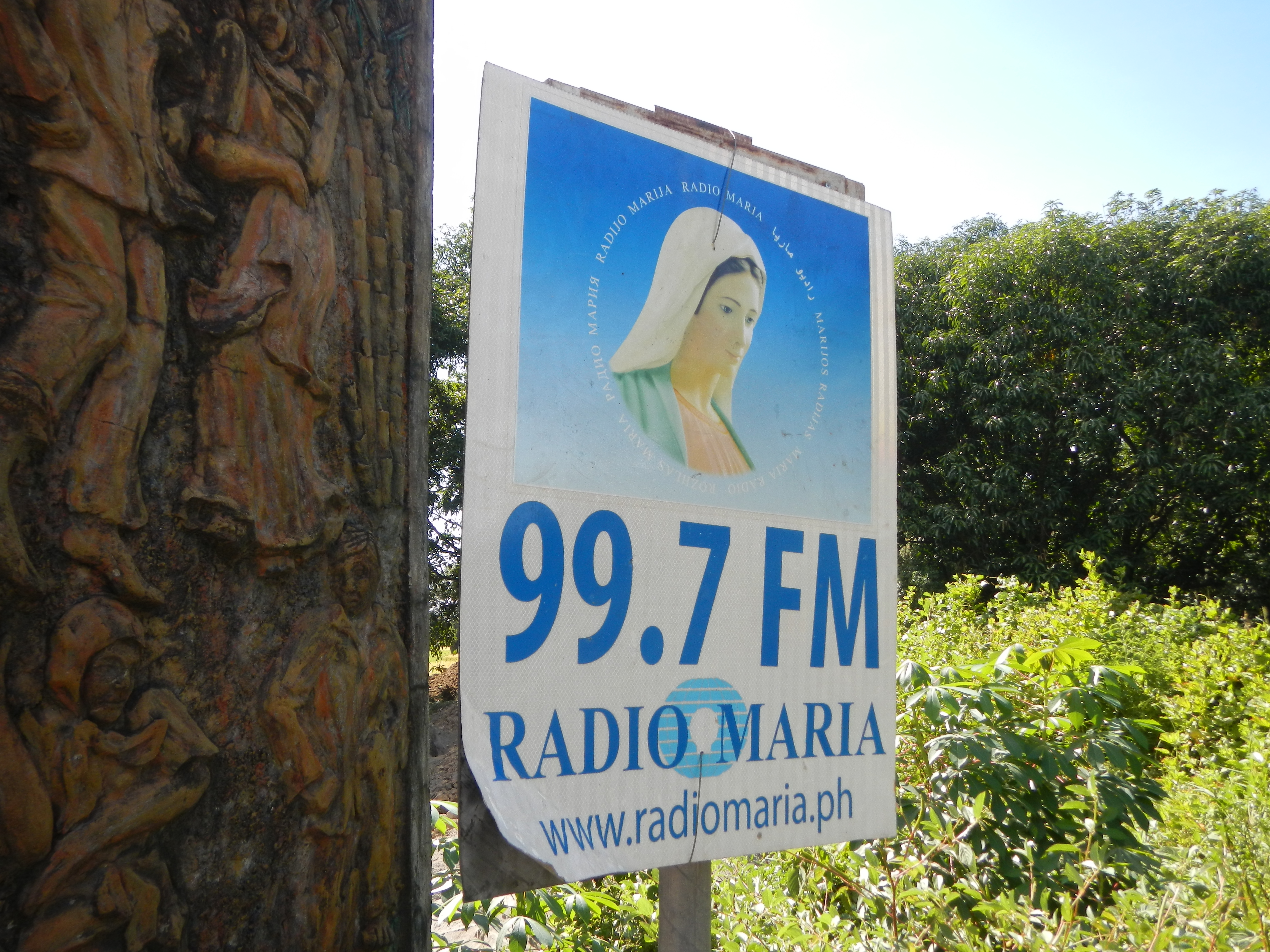
Publicidade exterior às emissões da Rádio Maria nas Filipinas.

Em 1999 realizaram-se dois congressos internacionais da Rádio Maria. O primeiro de eles, para as emissoras da Rádio Maria da América, foi levado a cabo na cidade de Lima, no Peru, no mês de Março; e o segundo, para as emissoras da Rádio Maria de África, foi levado a cabo na República do Malawi, no mês de Novembro.
No ano 2000 realizou-se o primeiro congresso mundial, o qual já se repetiu nos anos 2003 e 2004.
Em 2015, no Palácio Apostólico do Vaticano, o Papa Francisco dirigiu um discurso de agradecimento pelo trabalho realizado por todos os membros da Família Mundial da Rádio Maria.

## Programas
As estações emissoras da Rádio Maria transmitem diariamente, em todos os países, entre outros programas:
- Celebração da Santa Missa;
- Recitação do Santo Rosário;
- Recitação da Coroa de Nossa Senhora das Lágrimas;
- Recitação da Coroa de São Miguel Arcanjo;
- Recitação do Terço da Divina Misericórdia;
- Liturgia das Horas (Ofício de Leitura, Laudes, Hora intermédia, Vésperas e Completas);
- Oração do Angelus (ou das três Avé-Marias, ou das Trindades);
- Noticiário Rádio Maria (exclusivo sobre assuntos da Igreja Católica);
- Ensinamentos do Catecismo da Igreja Católica;
- Música de índole cristã-católica.